# Djelfa
Djelfa (en tifinagh:ⵊⴻⵍⴼⴰ,arabe: الجلفة El Djelfa, est une ville du centre de l'Algérie, située au pied de l'Atlas saharien, à 300 km au sud d'Alger. Elle est le chef-lieu de la wilaya du même nom.
Sa population est estimée à 490 248 habitants en 2018.

## Géographie
Djelfa, centre des monts des Ouled Naïl, est située à mi-chemin entre Alger et Ghardaïa. Elle est bâtie à 1 140 m d'altitude au sein d'une large dépression dans le mont S'Hari. La ville a toujours été un important centre de transit.

### Situation
Le territoire de la commune de Djelfa se situe au centre de la wilaya de Djelfa dont elle est le chef-lieu.
| Aïn Maabed  | Aïn Maabed  | Dar Chioukh |
| Zaafrane    | Djelfa      | Moudjebara  |
| Aïn El Ibel | Aïn El Ibel | Zaccar      |

## Histoire

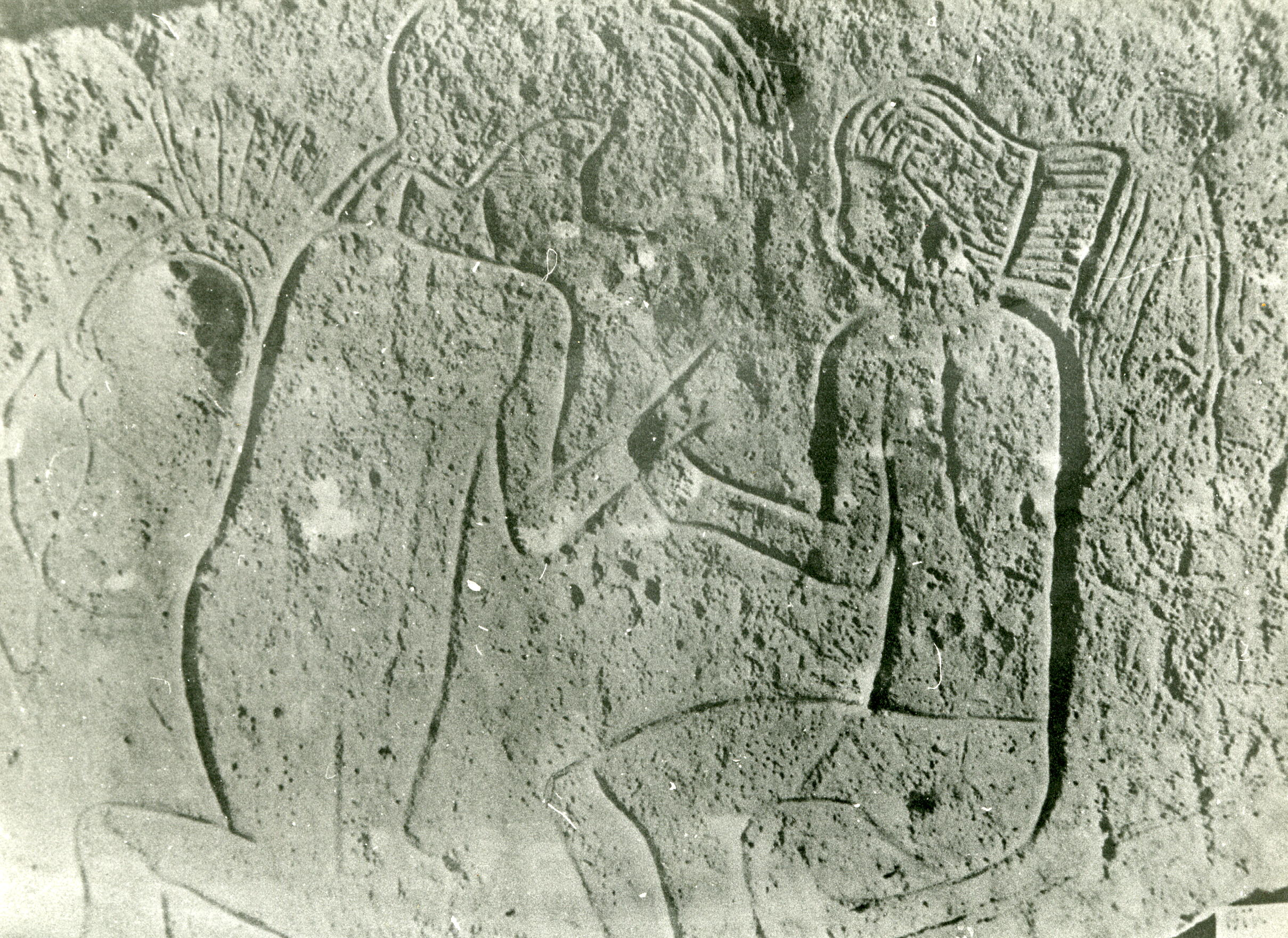
Gravures rupestres de la région de Djelfa

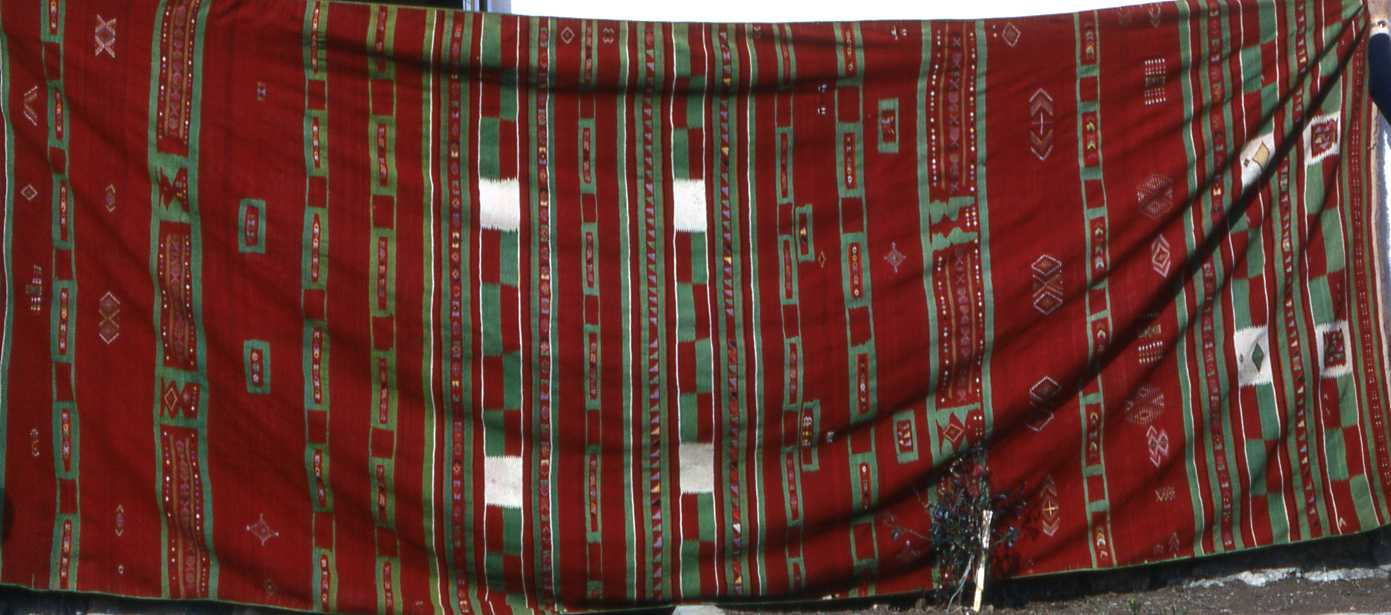
Tissage nomade de la région de Djelfa

### Époque coloniale française
Le 20 février 1861, Napoléon III décrète la création d'un regroupement de populations au lieu-dit Djelfa. La ville dépendait administrativement et militairement de Laghouat. La ville est formée par le regroupement des tribus des Ouled Nail. Une église fut construite en 1862. La mosquée fut édifiée en 1864, elle portait le nom de Si Belgacem Benlahrech, frère de Si Chérif Benlahrech, le cheikh qui combattit avec l'émir Abd el-Kader, et qui fut assassiné l'année même (1864).
Benchendouka et une partie de la population se révoltent contre l'autorité française en 1861. En 1864, les Ouled Cheikh se soulèvent dans la région de Djelfa.
En 1889 sur les 54 agriculteurs européens installés au début de la colonisation, il n'en reste que 9 et en 1930 sur les 2 824 habitants, plus aucun colon n'y habite.

### Camp d'internement sous le Régime de Vichy
Un camp d'internement sert à emprisonner 800 réfugiés républicains espagnols à la fin de la guerre civile espagnole (voir Retirada),. Le camp est installé à près de 2 000 mètres d’altitude, dans la montagne. Les Espagnols internés ont été rejoints par la suite par les juifs, à la suite des mesures antijuives décrétées par le Régime de Vichy, ainsi que par 300 anciens membres des Brigades internationales, des communistes et des résistants français, soit au total 2 500 prisonniers. 
Les conditions de vie y sont dures. Environ 650 d'entre eux survivaient à la libération du camp, après le débarquement allié en Afrique du Nord.
Un des internés, Max Aub, a mis en vers pour le théâtre, un récit de son internement,. Le camp est fermé en 1943.

## Économie

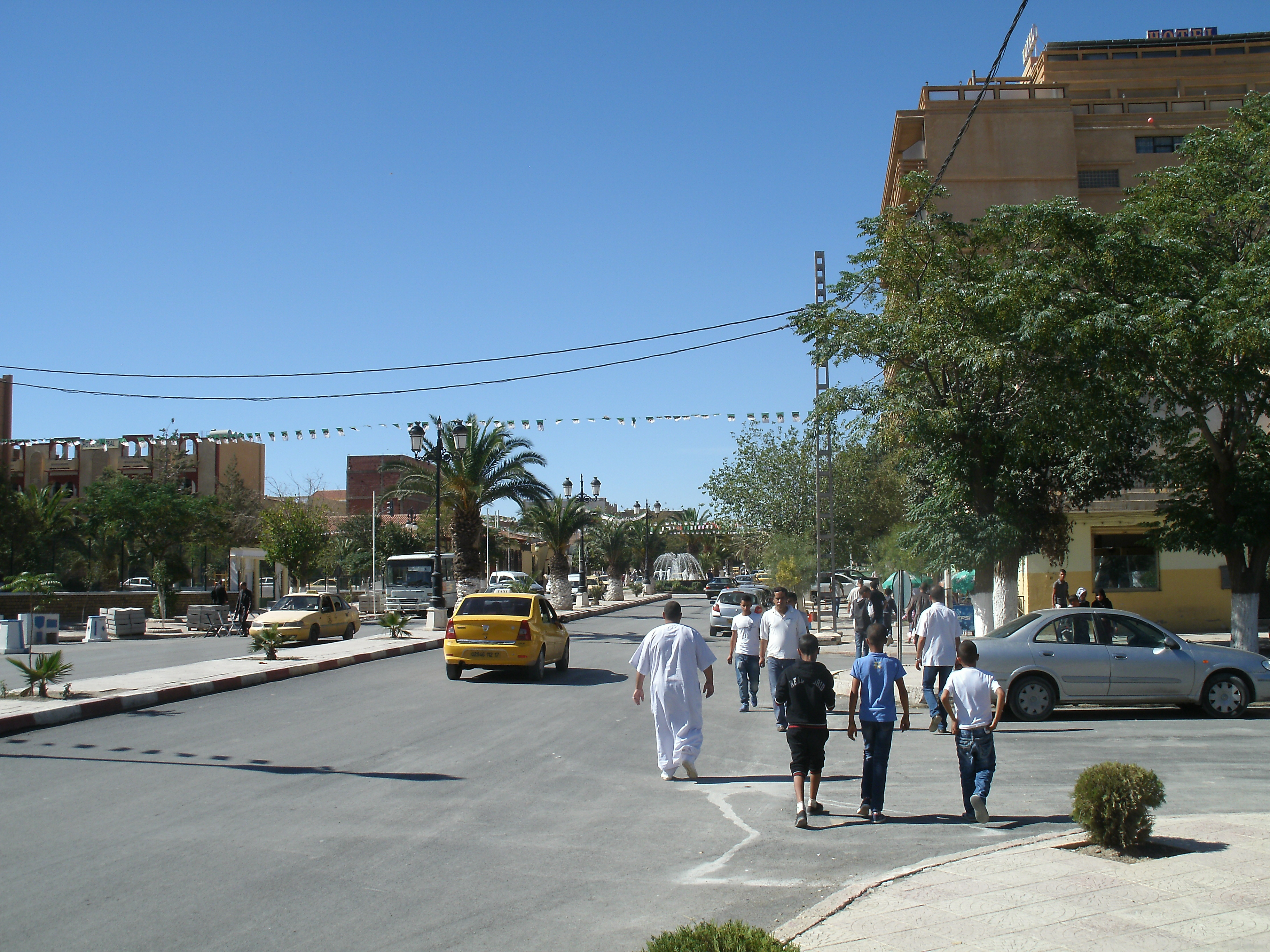
Rue principale de Djelfa

La région étant à vocation pastorale, la ville de Djelfa est un centre important pour le marché ovin à l'approche de la fête musulmane de l'Aid-el-Kebir.
La ville compte une gare Terminus de la ligne de chemin de fer Alger-Djelfa, utilisée principalement pour le fret.

## Culture et éducation
La ville abrite l'Université Ziane Achour qui compte sept facultés .

## Personnalités liées
- Mohamed Ben Si Ahmed Bencherif (1879-1921), romancier algérien d'expression française.